# Francesco Scoglio
Francesco Scoglio (ur. 2 maja 1941, zm. 3 października 2005) – włoski piłkarz i trener piłkarski, szkolił m.in. Genoę, Tunezję i Libię.

## Kariera
Trenerską karierę rozpoczął w 1972 roku, prowadząc młodzieżowy zespół Regginy. W 1988 r. wprowadził Genoę do Serie A. W 1998 roku został selekcjonerem reprezentacji Tunezji, a w 2000 r. właśnie z Tunezją zajął czwarte miejsce w Pucharze Narodów Afryki. W 2001 roku powrócił do Genoi, a w 2002 przez parę miesięcy prowadził Libię. Zmarł na atak serca podczas debaty telewizyjnej z prezesem Genoi Enrico Preziosim.